# 亞歷克西斯·維加
亞歷克西斯·維加（Alexis Vega，1997年11月25日—），墨西哥職業足球運動員，司職前鋒或中場，效力於墨超球隊瓜達拉哈拉體育俱樂部和墨西哥國家足球隊。曾隨國奧隊參加2020東京奧運。

## 外部連結
- Soccerway資料庫：亞歷克西斯·維加
- 亞歷克西斯·維加在 National-Football-Teams.com 上的出场纪录